# Goljek
Goljek – wieś w Słowenii, w gminie Trebnje. W 2018 roku liczyła 67 mieszkańców.